# Lijst van voetbalinterlands Bolivia - Ierland
Deze lijst van voetbalinterlands is een overzicht van alle officiële voetbalwedstrijden tussen de nationale teams van Bolivia en Ierland. De landen speelden tot op heden drie keer tegen elkaar. De eerste ontmoeting, een vriendschappelijke wedstrijd, werd gespeeld in Dublin op 24 mei 1994. Het laatste duel, eveneens een vriendschappelijke wedstrijd, vond plaats op 26 mei 2007 in Foxborough (Verenigde Staten).

## Wedstrijden
| № | Plaats          | Datum        | Competitie        | Wedstrijd         | Uitslag |
| - | --------------- | ------------ | ----------------- | ----------------- | ------- |
| 1 | Dublin          | 24 mei 1994  | Vriendschappelijk | Ierland – Bolivia | 1 – 0   |
| 2 | East Rutherford | 15 juni 1996 | Vriendschappelijk | Bolivia – Ierland | 0 – 3   |
| 3 | Foxborough      | 26 mei 2007  | Vriendschappelijk | Bolivia – Ierland | 1 – 1   |

## Samenvatting
| Competitie        | Totaal gespeeld | Winst Bolivia | Gelijk | Winst Ierland | Doelsaldo Bolivia – Ierland |
| ----------------- | --------------- | ------------- | ------ | ------------- | --------------------------- |
| Vriendschappelijk | 3               | 0             | 1      | 2             | 1 − 5                       |
| Totaal            | 3               | 0             | 1      | 2             | 1 − 5                       |

Wedstrijden bepaald door strafschoppen worden, in lijn met de FIFA, als een gelijkspel gerekend.

## Details

### Eerste ontmoeting
| Vriendschappelijk (Dublin, Ierland, 24 mei 1994): |              | |
| Ierland | 1 – 0        | Bolivia |
| John Sheridan 85' | goals        | |
| Jack Charlton | bondscoach   | Xabier Azkargorta |
| Pat Bonner Denis Irwin 46' Terry Phelan Kevin Moran 46' Phil Babb Roy Keane Andy Townsend Ray Houghton 59' Steve Staunton Tommy Coyne 84' John Sheridan | opstellingen | Carlos Trucco 87' Modesto Soruco Miguel Ángel Rimba Marco Sandy Gustavo Quinteros Julio César Baldivieso José Milton Melgar Luis Cristaldo 55' Mario Pinedo 46' Álvaro Peña Mauricio Ramos |
| Gary Kelly 46' Alan Kernaghan 46' Jason McAteer 59' Tony Cascarino 84'                                                                                  | wissels      | 46' Ramiro Castillo 55' Carlos Borja 87' Juan Manuel Peña |

### Tweede ontmoeting
| Vriendschappelijk (East Rutherford, Verenigde Staten, 15 juni 1996): |              | |
| Bolivia | 0 – 3        | Ierland |
| | goals        | 12' Keith O'Neill 32' Keith O'Neill 45' Ian Harte |
| Dušan Drašković | bondscoach   | Mick McCarthy |
| Mauricio Soria Juan Manuel Peña Óscar Sánchez Miguel Rimba Ramiro Castillo Julio César Baldivieso Marco Etcheverry Mauricio Ramos 41' Freddy Cossio Marco Sandy Jaime Moreno 46' | opstellingen | 85' Shay Given Curtis Fleming Kenny Cunningham 35' Alan Kernaghan Ian Harte Terry Phelan Dave Savage 46' Liam O'Brien 65' Gareth Farrelly Keith O'Neill Alan Moore |
| Luis Cristaldo 41' Milton Coimbra 46' | wissels      | 35' Gary Breen 46' Alan McLoughlin 65' Mark Kennedy 85' Pat Bonner                                                                                                 |

### Derde ontmoeting
| Vriendschappelijk (Foxborough, Verenigde Staten, 26 mei 2007): |              | |
| Bolivia | 1 – 1        | Ierland |
| Miguel Hoyos 14' | goals        | 13' Shane Long |
| Erwin Sánchez | bondscoach   | Steve Staunton |
| Hugo Súarez Juan Manuel Peña Miguel Hoyos Lorgio Álvarez Joselito Vaca 74' Leonel Reyes Gualberto Mojica Ronald García 61' Jaime Moreno 46' Limbert Méndez Juan Arce 69' | opstellingen | 46' Wayne Henderson Nick Colgan 46' Stephen O'Halloran Peter Murphy Alan Bennett Alan O'Brien 66' Stephen Hunt 77' Stephen Gleeson Joe Gamble 54' Shane Long 46' Daryl Murphy |
| Diego Cabrera 46' Sacha Lima 61' Gustavo Pinedo 69' Gonzalo Galindo 74'                                                                                                  | wissels      | 46' Joe O'Cearuill 46' Stephen Kelly 46' Kevin Kilbane 54' Kevin Doyle 66' Darren Potter 77' Anthony Stokes                                                                   |

FBF · A-internationals · Selecties · Bondscoaches · Statistieken · Boliviaans vrouwenelftal · Olympisch elftal · Bolivia U21 · Bolivia U20 · Bolivia U19 · Bolivia U18 · Bolivia U17
1926–1949 · 
1950–1959 · 
1960–1969 · 
1970–1979 · 
1980–1989 · 
1990–1999 · 
2000–2009 · 
2010–2019 ·
2020−2029
CC 1999
WK 1930 · 
WK 1950 · 
WK 1994
1926 · 
1927 · 
1927 · 1928 · 1929 · 
1930 · 
1931 · 1932 · 1933 · 1934 · 1935 · 1936 · 1937 · 
1938 · 
1939 · 1940 · 1941 · 1942 · 1943 · 1944 · 
1945 · 
1946 · 
1947 · 
1948 · 
1949 · 
1950 · 
1951 · 1952 · 
1953 · 
1954 · 1955 · 1956 · 
1957 · 
1958 · 
1959 · 
1960 · 
1961 · 
1962 · 
1963 · 
1964 · 
1965 · 
1966 · 
1967 · 
1968 · 
1969 · 
1970 · 
1971 · 
1972 · 
1973 · 
1974 · 
1975 · 
1976 · 
1977 · 
1978 · 
1979 · 
1980 · 
1981 · 
1982 · 
1983 · 
1984 · 
1985 · 
1986 · 
1987 · 
1988 · 
1989 · 
1990 · 
1991 · 
1992 · 
1993 · 
1994 · 
1995 · 
1996 · 
1997 · 
1998 · 
1999 · 
2000 · 
2001 · 
2002 · 
2003 · 
2004 · 
2005 · 
2006 · 
2007 · 
2008 · 
2009 · 
2010 ·
2011 · 
2012 · 
2013 · 
2014 · 
2015 · 
2016 ·
2017 ·
2018 ·
2019 ·
2020 ·
2021 ·
2022 ·
2023 ·
2024
Algerije ·
Andorra ·
Argentinië ·
Brazilië ·
Bulgarije · 
Chili ·
Colombia ·
Costa Rica ·
Cuba ·
Curaçao ·
DDR ·
Duitsland ·
Ecuador ·
Egypte ·
El Salvador ·
Finland ·
Frankrijk ·
Griekenland ·
Guatemala ·
Guyana ·
Haïti ·
Honduras ·
Hongarije ·
Ierland ·
IJsland ·
Irak ·
Iran ·
Jamaica ·
Japan ·
Joegoslavië ·
Kameroen ·
Letland ·
Mexico ·
Myanmar ·
Nicaragua ·
Noord-Korea ·
Oezbekistan ·
Panama ·
Paraguay ·
Peru ·
Polen ·
Portugal ·
Roemenië ·
Rusland ·
Saoedi-Arabië ·
Senegal ·
Servië ·
Slowakije ·
Spanje ·
Trinidad en Tobago ·
Tsjecho-Slowakije ·
Uruguay ·
Venezuela ·
Verenigde Arabische Emiraten ·
Verenigde Staten ·
Zuid-Afrika ·
Zuid-Korea ·
Zwitserland
FAI · A-internationals · Bondscoaches · Statistieken · Iers vrouwenelftal · Olympisch elftal · Ierland U21 · Ierland U20 · Ierland U19 · Ierland U18 · Ierland U17 · Ierland U16 · Vrouwen U17
1924 – 1929 ·
1930 – 1939 ·
1940 – 1949 ·
1950 – 1959 ·
1960 – 1969 ·
1970 – 1979 ·
1980 – 1989 ·
1990 – 1999 ·
2000 – 2009 ·
2010 – 2019 ·
2020 − 2029
EK 1988 · 
EK 2012 · 
EK 2016
WK 1990 · 
WK 1994 · 
WK 2002
1924 · 
1925 · 
1926 · 
1927 · 
1928 · 
1929 · 
1930 · 
1931 · 
1932 · 
1933 · 
1934 · 
1935 · 
1936 · 
1937 · 
1938 · 
1939 · 
1940 · 1941 · 1942 · 1943 · 1944 · 1945 · 
1946 · 
1947 · 
1948 · 
1949 · 
1950 · 
1951 · 
1952 · 
1953 · 
1954 · 
1955 · 
1956 · 
1957 · 
1958 · 
1959 · 
1960 · 
1961 · 
1962 · 
1963 · 
1964 · 
1965 · 
1966 · 
1967 · 
1968 · 
1969 · 
1970 · 
1971 · 
1972 · 
1973 · 
1974 · 
1975 · 
1976 · 
1977 · 
1978 · 
1979 · 
1980 · 
1981 · 
1982 · 
1983 · 
1984 · 
1985 · 
1986 · 
1987 · 
1988 · 
1989 · 
1990 · 
1991 · 
1992 · 
1993 · 
1994 · 
1995 · 
1996 · 
1997 · 
1998 · 
1999 · 
2000 · 
2001 · 
2002 · 
2003 · 
2004 · 
2005 · 
2006 · 
2007 · 
2008 · 
2009 · 
2010 · 
2011 · 
2012 · 
2013 · 
2014 · 
2015 ·
2016 ·
2017 ·
2018 ·
2019 ·
2020 ·
2021
Albanië ·
Algerije ·
Andorra ·
Argentinië ·
Armenië ·
Australië ·
Azerbeidzjan ·
België ·
Bolivia ·
Bosnië en Herzegovina ·
Brazilië ·
Bulgarije ·
Canada ·
Chili ·
China ·
Colombia ·
Costa Rica ·
Cyprus ·
Denemarken ·
Duitsland ·
Ecuador ·
Egypte ·
Engeland ·
Estland ·
Faeröer ·
Finland ·
Frankrijk ·
Georgië ·
Gibraltar ·
Griekenland ·
Hongarije ·
IJsland ·
Iran ·
Israël ·
Italië ·
Jamaica ·
Joegoslavië ·
Kameroen ·
Kazachstan ·
Kroatië ·
Letland ·
Liechtenstein ·
Litouwen ·
Luxemburg ·
Malta ·
Marokko ·
Mexico ·
Moldavië ·
Montenegro ·
Nederland ·
Nieuw-Zeeland ·
Nigeria ·
Noord-Ierland ·
Noord-Macedonië ·
Noorwegen ·
Oekraïne ·
Oman ·
Oostenrijk ·
Paraguay ·
Polen ·
Portugal ·
Qatar ·
Roemenië ·
Rusland ·
San Marino ·
Saoedi-Arabië ·
Schotland ·
Servië ·
Slowakije ·
Sovjet-Unie ·
Spanje ·
Trinidad en Tobago ·
Tsjechië ·
Tsjecho-Slowakije ·
Tunesië ·
Turkije ·
Uruguay ·
Verenigde Staten ·
Wales ·
Wit-Rusland ·
Zuid-Afrika ·
Zweden ·
Zwitserland
België (2016) · 
Italië (2012) · 
Kroatië (2012) · 
Spanje (2012) · 
Zweden (2016)